# Rio Sarapuí (São Paulo)
O Rio Sarapuí é um rio do estado de São Paulo, no Brasil.

## Topônimo
"Sarapuí" é um termo derivado da língua tupi: significa "rio dos sarapós", através da junção dos termos sarapó (sarapó) e  'y (rio).